# Jagdstaffel z.b.V.
Jagdstaffel z.b.V. (Originaltitel: Sabre Jet) ist ein US-amerikanischer Kriegsfilm aus dem Jahr 1953 von Louis King mit Robert Stack, Coleen Gray und Richard Arlen in den Hauptrollen. Das Drehbuch basiert auf einer Originalstory von Produzent Carl Krueger. Den Verleih übernahm United Artists.

## Handlung
Auf dem US-Luftwaffenstützpunkt Itazuke in Japan empfängt General Hale die Reporterin Jane Carter, die eine Geschichte über die Frauen der im Koreakrieg kämpfenden Air-Force-Piloten schreibt. Hale und sein Stab, Lieutenant Colonel Eckert und Sergeant Klinger, sind überrascht, als sie erfahren, dass Jane mit ihrem Geschwaderkommandeur, Colonel Manton, verheiratet ist, da er nie von ihr gesprochen hat. Jane beginnt sofort mit ihren Nachforschungen, indem sie am Tor des Debriefing-Gebäudes wartet, während die Frauen auf die Rückkehr ihrer Männer warten, die das Gebäude nach Abschluss einer Mission verlassen. Janes Besuch ist eine unwillkommene Überraschung für Manton, der es übel nimmt, dass die Karriere seiner Frau Vorrang vor ihrer Ehe hat. 
Hale hilft Jane, indem er sie seiner Frau Marge und ihren kleinen Söhnen Bobby und Gary vorstellt. Die Hales veranstalten eine Cocktailparty, um Jane den anderen Familien vorzustellen, bei der Manton verrät, dass er Jane seit zwei Jahren nicht mehr gesehen hat. Hale, Manton und Eckert verlassen die Party früh, um die neuesten Ergebnisse einer Aufklärungsmission zu besprechen, bei der ein feindlicher Flughafen voller Flugzeuge entdeckt wurde. Manton ersinnt einen Plan für einen koordinierten gemeinsamen Angriff dreier Luftdivisionen, um den feindlichen Flughafen und seine Flugzeuge zu zerstören. Jane macht unterdessen gegenüber Marge eine Bemerkung darüber, wie glücklich alle zu sein scheinen. Marge verrät ihr, dass die Frauen nichts tun, was die Gemütsverfassung ihrer Männer stören könnte, aus Angst, dass sie nicht von einer Mission zurückkehren könnten. 
Manton und Jane ziehen in ein Haus, in dem vor kurzem ein Pilot gewohnt hat, der im Kampfeinsatz sein Leben verloren hatte. Beim Auspacken streiten sie über Janes Karriere. Am nächsten Tag führen die Piloten einen Bombenangriff aus, während Jane Betty Flanagan interviewt, die gerade ein Kind zur Welt gebracht hat. Nachdem Manton gelandet ist, informiert ihn Hale, dass das Kommando der Air Force seinen Plan gebilligt hat und dass sie ihn in zwei Tagen umsetzen werden. Später in der Nacht diskutieren Manton und Jane, warum sie nie eine Familie gegründet haben. Ihr Gespräch bringt sie einander näher, bis sie durch die Ankunft eines an Jane Carter adressierten Telegramms unterbrochen werden. Manton wird wütend, weil Jane nicht ihren Ehenamen verwendet. Am nächsten Morgen bricht Hale allein zu einer Aufklärungsmission auf, um den Erfolg ihres nächsten Angriffs sicherzustellen. Während er weg ist, bringt Marge Jane zum Lebensmittelladen, wo die Frauen einkaufen. Marge erklärt, dass die Frauen den Appetit ihrer Männer befriedigen, weil jede Mahlzeit ihre letzte sein kann. Die schwangere Helen Daniel hat einen hysterischen Ausbruch aus Angst um die Sicherheit ihres Mannes, aber Marge beruhigt sie schnell. 
Hale funkt unterdessen an die Basis, dass das angenommene Ziel falsch ist. Nachdem er die neuen Informationen weitergegeben hat, meldet er, dass er von einer feindlichen Formation angegriffen wird, seine Übertragung bricht ab. Manton und Eckert gehen widerwillig davon aus, dass Hale abgeschossen wurde, sodass Manton das Kommando übernimmt. Marge nimmt die Nachricht gelassen auf, obwohl sie nicht glauben will, dass ihr Mann tot ist. Als sie Marges stoische Trauer miterlebt, ändert sich Janes Haltung und sie versucht, Manton zu sagen, dass sie die Bedeutung ihrer Karriere überdacht hat. Da er jedoch gerade die offizielle Nachricht seiner Beförderung erhalten hat, kann er nicht mit Jane sprechen und arrangiert, dass sie die Basis am nächsten Tag verlässt. Im Morgengrauen liegen die Frauen ängstlich wach in ihren Betten, während die Jagdfliegerstaffel mit ihren Jets abhebt. Die Frau von Lieutenant Crenshaw, Susan, besucht Jane. Jane gesteht, dass sie, obwohl sie immer vorhatte, wegzugehen, jetzt bei ihrem Mann bleiben möchte. 
Als die Piloten den Treffpunkt mit amerikanischen Flugzeugen anderer Kommandos erreichen, helfen sie mit ihren Sabre Jets den F-80-Düsenjägern, die B-29-Bomber vor feindlichen Angriffen zu schützen. Die Düsenpiloten wehren weiterhin feindliche Angriffe ab, während die Bomber ihren Bombenangriff beenden. Als er zum Stützpunkt zurückkehrt, berichtet Manton, dass drei Piloten abgeschossen wurden, darunter Crenshaw und Flanagan. Als er die Nachbesprechung verlässt, erzählt Manton Susan vom Verlust ihres Mannes, Marge tröstet sie. Am Tor freut sich Manton, Jane auf ihn warten zu sehen, und sie umarmen sich.

## Hintergrund
Vor dem Titel steht ein Abzeichen mit der Aufschrift „Department of the Air Force United States of America“ und weist darauf hin, dass der Film in Zusammenarbeit mit der US Air Force gedreht wurde. Der Vorspann enthielt außerdem das folgende schriftliche Vorwort: „Dieser Film ist den Frauen der Air Force gewidmet, die ihre Männer mit einer Welt teilten, die durch den brutalsten Angreifer der Geschichte verzweifelte.“ Der Film wurde vor Ort auf der Nellis Air Force Base in Nevada gedreht.
Die Originalstory wurde von einem Artikel über die Ehefrauen von Piloten der US Air Force inspiriert. Piloten der US Air Force treten in dem Film auf, der Film enthält Aufnahmen von tatsächlichen Luftkämpfen im Koreakrieg. Obwohl im Abspann des Films „Color Corp. of America“ als Farbtyp angegeben war, wurde in verschiedenen Kritiken „Cinecolor Corp.“ genannt, was der ursprüngliche Name des Unternehmens war. 
In der Berichterstattung über die Daten des Produktionsplans sind Unstimmigkeiten erkennbar. Am 8. Mai 1953 wurde angegeben, dass der Film 13 Tage in Produktion war, doch am 15. März 1953 wurde dieses Datum als erster Produktionstag aufgeführt. 
Ein Nachrichtenartikel vom 24. Oktober 1953 vermerkte, dass die Premiere eine Zeremonie mit einer Band der US Air Force beinhaltete und dass andere Militärangehörige anwesend waren.
George Milo war für das Szenenbild zuständig. Musikalischer Direktor war Irving Gertz.

## Veröffentlichung
Die Premiere des Films fand am 4. September 1953 statt. In der Bundesrepublik Deutschland kam er am 16. Juni 1955 in die Kinos, im gleichen Jahr auch in Österreich.

## Kritiken
Der Filmkritiken-Aggregator Rotten Tomatoes hat in einer Auswertung ein Publikumsergebnis von 29 Prozent positiver Bewertungen ermittelt.
Bosley Crowther von der The New York Times merkte an, dass die Idee des Films sehr zart, aber das Drama ausgesprochen langweilig sei. Einige Aufnahmen von Düsenjägern, die durch den Himmel rasen, seien jedoch bewegend, trotz eines grausigen Grüns, das über allem zu hängen scheine, als Folge des Cinecolor, in dem der Film gedreht wurde.
Das Lexikon des internationalen Films schrieb: „Oberflächlicher Propagandafilm mit einigen wenigen interessanten Luftaufnahmen.“